# Hüseyin Avni Lifij
Hüseyin Avni Lifij (Karaaptalsultan, Ladik mellett, Samsun (tartomány), 1886. – Isztambul, 1927. június 2.) cserkesz származású török impresszionista festőművész.

## Pályafutása
Családja az orosz–török háború alatt menekült el a Kaukázus kubáni régiójából, és Samsun tartományban telepedett le. Hüseyin születése után Rumelihisarıba, Isztambulba költöztek, ahol az apa hivatali ügyintézőként helyezkedett el. Hüseyin érdeklődése a festés és a zene iránt már az elemi iskolában megmutatkozott. 1896-ban súlyosan megbetegedett, és két évig nem járhatott iskolába. 1901-ben kezdett dolgozni az oszmán vasúti igazgatóságon, közben rövid ideig franciául is tanult az Alyans Israelit zsidó iskolában. Magánórákat vett az Isztambulban élő francia Alexandre Friedrichtől, Iskender Ferit Beytől. Anatómiát, festészeti technikákat, és vegytant is tanult, hogy elsajátítsa festékanyagok előállítását.
1906–ban Iskender Ferit és Henri Prost, francia építész azt javasolta, hogy mutassa meg festményeit Osman Hamdi Bey festőművésznek és múzeumigazgatónak. Hamdi Bey tetszését elnyerte Lifijnek a pipával ábrázolt önarcképe. Ösztöndíjra érdemesnek ajánlotta őt Abdul-Medzsid effendinek. Lifij 1909 januárjában érkezett meg Párizsba, és beiratkozott a Szépművészeti Akadémiára. Fernand Cormon műtermében festett. Barátai közé tartozott Octave Denis Victor Guillonnet és André Lecomte du Nouÿ.
1912-ben visszahívták Isztambulba, és 1914-ig képzőművészetet tanított egy fiúgimnáziumban, 1915-ben pedig a francia nyelvet egy leánygimnáziumban. 
1916-ban kettő, 1917-ben már húsz festménye szerepelt kiállításokon. 1918-ban rendezték első önálló kiállítását. Szintén 1918-ban Bécsben állított ki képeket háborús festmények témában. 1922 októberében több pedagógussal együtt Bursába utazott, hogy fogadják az oda látogató Mustafa Kemal Atatürköt. Atatürk Ankarába hívta Lifijt, ahol több hónapot töltött. Ekkor festette meg a török hadsereg marsalljának és vezérkari főnökének, Fevzi Çakmaknak (Mustafa Fevzi Pasa) portréját, ami a nemzeti könyvtárban látható. 1923-tól haláláig az isztambuli képzőművészeti akadémia iparművészeti szakán tanított. 1926-ban Maurice Meys festőművész meghívására Párizsban tartott előadásokat.

## Galéria

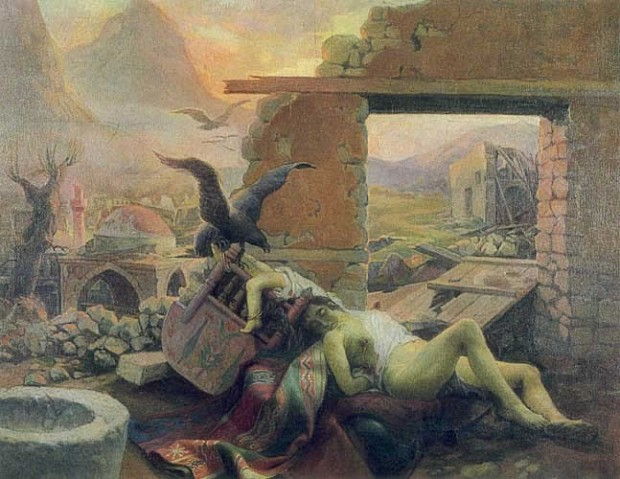
Fekete nap
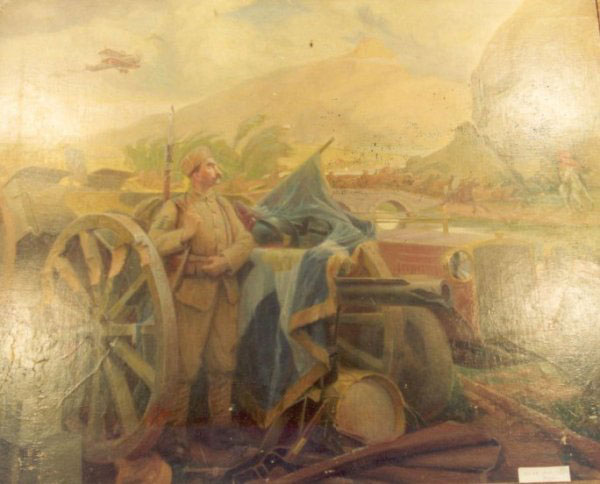
Fehér nap
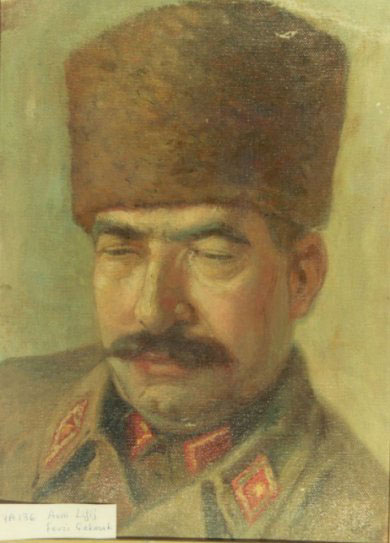
Fevzi Çakmak
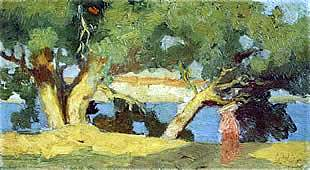
Fák
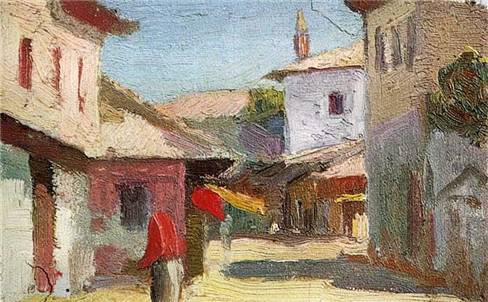
Bazár